# Hydropsyche rhomboana
Hydropsyche rhomboana är en nattsländeart som beskrevs av Martynov 1909. Hydropsyche rhomboana ingår i släktet Hydropsyche och familjen ryssjenattsländor. Inga underarter finns listade i Catalogue of Life.